# Brevipalpus mumai
Brevipalpus mumai är en spindeldjursart som beskrevs av Baker och James P. Tuttle 1964. Brevipalpus mumai ingår i släktet Brevipalpus och familjen Tenuipalpidae. Inga underarter finns listade.